# آنا نگری
آنا نگری (ایتالیایی: Anna Negri؛ زادهٔ ۹ دسامبر ۱۹۶۴) کارگردان فیلم و فیلم‌نامه‌نویس اهل ایتالیا است.
از فیلم‌ها یا مجموعه‌های تلویزیونی که وی در آن‌ها نقش داشته‌است، می‌توان به جایی در آفتاب اشاره نمود.